# Liste der Bergrennen
Dies ist eine Liste der Bergrennen im Motorsport, unterschieden nach aktuellen Veranstaltungen und früher in Deutschland ausgetragenen Rennen. Letztere wurden durch gestiegene Anforderungen des Natur- und Umweltschutzes meist in den 1980er Jahren eingestellt.

## Aktuelle Veranstaltungen

### Deutschland

#### Deutschland 2024
- 26. Internationales Glasbachrennen Bad Liebenstein – Rennsportgemeinschaft “Altensteiner Oberland e.V.” im ADAC[1]
- 07./08.09.2024 - 55. Bergrennen Eichenbühl – MSC Erftal e.V.[2]

#### Deutschland 2020
- 25./26. April 2020 – ADAC Bergpreis Schottenring
- 02./03. Mai 2020 (?) – Hillrace Eschdorf (Luxemburg)
- 31.05./01. Juni 2020 – Wolsfelder ADAC Bergrennen
- 13./14. Juni 2020 – ADAC Glasbachrennen Bad Liebenstein
- 27./28. Juni 2020 – ADAC Ibergrennen – Heiligenstadt
- 11./12. Juli 2020 – Homburger ADAC Bergrennen
- 25./26. Juli 2020 – ADAC  Hauenstein Bergrennen bei Hausen (Rhön)
- 01./02. August 2020 –  Osnabrücker ADAC Bergrennen
- 12./13. September 2020 – Bergrennen Unterfranken – Eichenbühl
- 03./04. Oktober 2020 – Bergrennen Mickhausen

#### Bergrennen für historische Fahrzeuge
- ADAC Herkules-Bergpreis – Kassel
- Histo Bergcup Lauterbach (Lütterz – Großenlüder)
- Lückendorfer Bergrennen – Zittau
- Langenburg Historic – Langenburg
- Schloßberg Historic – Gernsbach
- Schauinsland Klassik – ADAC-Schauinsland-Rennen – Freiburg im Breisgau
- Eggbergrennen – Bad Säckingen
- Haldenhof Revival – Ludwigshafen/Bodensee
- Missen – Allgäu/Bayern
- Jochpass-Oldtimer-Memorial – Bad Hindelang
- Naumburger Weinbergrennen
- Ziegenrücker Bergrennen – Ziegenrück
- Historischer ADAC Bergpreis – Happurg
- AC Garmisch-Partenkirchen e.V. im ADAC, Historisches Grainau Eibsee Bergrennen – Grainau
- Gabelbachbergrennen – Ilmenau/Thüringen
- ADAC Sauerland-Bergpreis Classic Bestwig-Ramsbeck
- Presberg Bergrennen (Ransel/Rheingau)
- Auerberg-Klassik, Bernbeuren

### Österreich
- Exelbergrennen (bei Wien)
- Gaisbergrennen (bei Salzburg)
- Großglockner Hochalpenstraße
- Hungerburg-Bergrennen (bei Innsbruck)
- Internationales Auto-Bergrennen von Esthofen nach St. Agatha
- Motorrad-Bergrennen Landshaag – St. Martin
- Int. Rechbergrennen (bei Graz)
- Semmering-Bergrennen
- Zirler-Bergrennen

### Schweiz
- Arosa ClassicCar Langwies – Arosa (historische Renn- und Sportfahrzeuge)
- Automobil-Bergrennen Oberhallau
- Bergrennen Ayent – Anzère
- Bergrennen Bernina Granturismo Hist.
- Bergrennen Gurnigel
- Bergrennen Hemberg
- Bergrennen Reitnau
- Bergrennen St.-Ursanne – Les Rangiers
- Châtel-Saint-Denis – Les Paccots
- Course de Côte Le Sommet (Département Haute-Savoie, Frankreich)
- Course de côte „Sur la Croix“
- Côte du Sommet (seit 2008 Bergrennen, vorher Automobil-Slalom)
- Gempen Memorial
- Klausenpassrennen
- La Roche-La Berra
- Massongex – Vérossaz
- Memorial Bergrennen Steckborn-Eichhölzli

### Spanien
- Subida Ubrique-Benaocaz, Ubrique (Bergrennstrecke), Andalusien
- Subida Peñas Blancas-Estepona, Estepona (Bergrennstrecke), Andalusien
- Subida al Fito, Arriondas, (Bergrennstrecke) Asturien

### Rest der Welt
Führend in Europa sind Frankreich und Italien, was die Zahl der Bergrennen und die Länge der Strecken angeht. Parallel dazu ist der sportliche Wert einer Meisterschaft entsprechend hoch anzusetzen. Ebenfalls lange und anspruchsvolle Strecken haben die Alpenländer Schweiz und Österreich. Tschechien, Slowakei, Slowenien, Spanien, Portugal und Kroatien richten zusammen mit den vorher erwähnten Ländern je mindestens einen Lauf zur Europa-Bergmeisterschaft aus und haben noch andere Strecken auf ihrem Territorium. Eine erstaunlich lebendige Bergrennszene hat Luxemburg, das einen Teil seiner nationalen Meisterschaftsläufe im benachbarten Ausland austragen muss.
- Pikes Peak International Hill Climb, Colorado, USA
- Race to the Sky, Cardrona Valley, Central Otago District, Neuseeland
- Doune Hillclimb, Doune, Stirling, Schottland
- Gurston Down Motorsport Hillclimb, Broad Chalke, Wiltshire, Großbritannien
- Harewood Speed Hillclimb, Harewood, Yorkshire, Großbritannien
- Loton Park Hill Climb, Shrewsbury, Shropshire, Großbritannien
- Shelsley Walsh Speed Hill Climb, Shelsley Walsh, Worcestershire, Großbritannien
- Mátra-Hillclimb Ungarn, Parádsasvár – Mátraháza
- Sienna, Polen, schlesisches Sudetengebirge bei Kłodzko

## Ehemalige deutsche Bergrennen
- ADAC-Bergpreis Bad Neuenahr bei Dümpelfeld

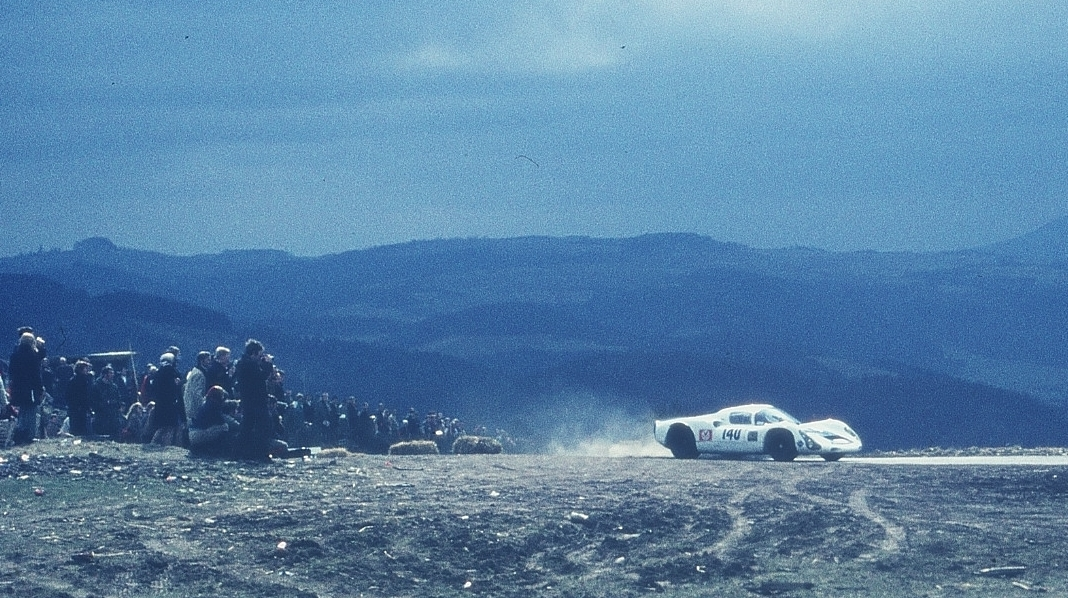
Porsche 910 beim Bergrennen Bad Neuenahr 1969

- ADAC-Bergpreis Oberallgäu Missen, Missen-Wilhams
- ADAC-Bergrennen Happurg
- ADAC-Burrenwald-Rennen bei Biberach/Riß
- ADAC-Schauinsland-Rennen
- ADAC-Eurohill Bergrennen Greding
- ADAC-Frankenwald-Bergrennen Stadtsteinach
- ADAC-Ilztalbergrennen Hutthurm
- ADAC-Rennsteig-Bergrennen bei Winterstein (von 2005 bis 2009 als Ausweichstrecke zum vorübergehend eingestellten Glasbachrennen)
- ADAC-Ratisbona-Bergrennen (Kelheim/Donau)
- ADAC-Rhön-Bergrennen im Landkreis Fulda
- ADAC Sauerland-Bergpreis bei Nuttlar
- ADAC Bergrennen „Schleizer Dreieck“ – Naila
- ADAC-Schloßberg-Rennen Gernsbach im Murgtal
- ADAC-Wallberg-Rennen am Tegernsee
- Auerbergrennen
- Baden-Baden-Geroldsau-Plättig-Bühlerhöhe (über Schwarzwaldhochstraße, heute B500) als Teil des Baden-Badener Automobil-Turniers
- Bayerwald-Bergrennen Rötz
- Bergrennen Vossenack bei Düren
- Bergrennen Eberbach/Neckar
- Bergrennen Kalter Wangen bei Hohentengen-Stetten
- Bergrennen Neuffen bei Bad Urach
- Bergrennen Ottenhöfen bei Achern
- Bergrennen Pirmasens
- Bergrennen Rümmelesbühl bei Tegernau
- Dreifaltigkeitsbergrennen (bei Spaichingen)
- Dünsberg-Bergrennen Blasbach-Hohensolms Mittelhessen
- Edelsteinbergrennen bei Idar-Oberstein
- Eggbergrennen (bei Bad Säckingen)
- Ellerbergrennen Tiefenellern
- Eifel-Bergpreis Kaisersesch von Klotten an der Mosel nach Wirfus/Eifel
- Felsbergrennen, Saarland
- Feldbergrennen (bei Oberursel (Taunus))
- Gabelbachrennen
- Gottlieb-Daimler-Bergpreis Schorndorf
- Haldenhof-Bergrennen bei Stockach (Bodensee)
- Heilbronner ADAC-Bergpreis (Gronau nach Prevorst)
- Heilbronner ADAC-Bergpreis (Cleversulzbach)
- Heubergrennen bei Friedrichroda
- Hochwaldrennen bei Bad Salzbrunn
- Hohensyburg-Bergrennen
- Bergpreis Höxter
- Hunsrück-Bergrennen
- Internationaler Rheinland-Pfalz-Bergpreis
- Internationales Trierer ADAC-Bergrennen
- Jochrennen am Oberjochpass
- Kesselbergrennen
- Klingenring Bergrennen Solingen (Wupperhof-Witzhelden)
- Krähbergrennen (Oberzent-Schöllenbach nach Oberzent-Reußenkreuz)
- Kyffhäuser ADAC Bergrennen – auf der Kyffhäuser-Rennstrecke bei Kelbra (Kyffhäuser)
- Langenbergrennen – Baunatal-Großenritte
- Nürburgring entgegen die übliche Richtung auf Südschleife (Müllenbach-Start/Ziel) und Nordschleife (Breidscheid-Metzgesfeld)
- Prager Bergrennen auf den Jilowischt
- Peißenbergrennen
- Pellenz-Bergrennen
- Potzberg-Rennen
- Presberg-Rennen
- Ratisbona-Bergrennen (bei Kelheim/Regensburg)
- Rhein-Mosel-Bergpreis Alken/Mosel
- Rheingold-Bergrennen Oberwesel – Langscheid, 1972 bis mindestens 1982[3]
- Riesengebirgsrennen
- Roßfeld-Bergrennen
- Ruhestein-Bergrennen (im Schwarzwald)
- Ruselbergrennen (bei Deggendorf)
- Samerberg-Rennen
- Schwartenbergrennen in Neuhausen/Erzgeb.
- Spessart-Bergrennen
- Spirzen-Bergrennen zwischen Hinterzarten und Kirchzarten (Südschwarzwald)
- Steierbergrennen bei Bad Frankenhausen
- Steingrundrennen – von Waldau nach Steinbach
- Sudelfeld-Bergrennen (in Bayrischzell)
- Taubensuhlrennen (i. d. Pfalz)
- Taunus-Bergprüfung
- Taunus-Bergrennen Lorch (Rheingau) – Presberg
- Teufelskopf-Bergrennen
- Teufelsrutsch-Bergrennen Alzey
- Teutoburger Wald (Gauseköte)
- Trierer Bergrennen
- Wachenburgrennen (bei Weinheim)
- Wartbergrennen (bei Heilbronn)
- Wasgau-Bergrennen
- Windhausener Bergrennen
- Wittlicher ADAC-Bergpreis
- Würgauer Bergrennen (später „Bergprüfung“)
- Zotzenbacher Bergrennen im Odenwald

## Ehemalige österreichische Bergrennen
(Quelle:)
- Bergrennen  Bad Mühllacken in Oberösterreich von 1967–1976
- Bergrennen in Stainz
- Gaisbergrennen in Salzburg
- Bergrennen Behamberg
- Alpl-Bergrennen
- Koralpe Bergrennen
- Pötschen-Bergrennen bei Bad Aussee
- Präbichl-Rennen bei Eisenerz
- Seiberer Bergwertung in Niederösterreich
- Timmelsjoch Bergrennen
- Wurzenpaß-Bergrennen
- Bergrennen in Sonntagberg
- Bergrennen zur Axamer Lizum
- Braunsbergrennen
- Dobratsch-Bergrennen
- Engelhartszeller Bergrennen
- Großglockner-Bergrennen
- Internationales Semmering-Rennen von 1899 bis 1909, dann von 1921 an mit Unterbrechungen bis 1933[5]
- Internationales Weerbergrennen
- Internationales Steinbock-Bergrennen  im Montafon
- Bergrennen Walding-Gramastetten